# Fred Biletnikoff
Frederick „Fred“ Biletnikoff (* 23. Februar 1943 in Erie, Pennsylvania) ist ein ehemaliger US-amerikanischer American-Football-Spieler und -Trainer. Er spielte 14 Saisons für die Oakland Raiders auf der Position des Wide Receivers und war dort später auch Assistenztrainer tätig. Während seiner aktiven Spielzeit galt er als vergleichsweise langsamer Wide Receiver, der allerdings fangsichere Hände aufwies und präzise Passrouten lief. Mit den Raiders gewann er den Super Bowl XI und wurde dort auch zum MVP des Spiels gekürt. 1988 wurde er in die Pro Football Hall of Fame gewählt. Seit 1994 wird zu seinen Ehren jährlich der Fred Biletnikoff Award für den besten Wide Receiver im College Football vergeben.

## Karriere

### College
Biletnikoff spielte in seiner Collegezeit für die Florida State University, den Florida State Seminoles. In seinem Junior-Jahr 1963 spielte er sowohl für die Offense als auch für die Defense und führte das Team bei den Passfängen und Interceptions an. In dem Jahr schaffte er es auch eine Interception zu fangen und zu einem 99-Yard-Touchdown zurückzulaufen. Bis 1987 war das auch der längste Interception-Return Touchdown am College, bis ihn Cornerback Deion Sanders auf 100 Yards erhöhte. In seinem Senior-Jahr fing er 40 Pässe für 1.179 Yards und 15 Touchdowns und half dadurch den Seminoles, im Gator Bowl spielen zu können. Dort spielten und gewannen sie gegen Oklahoma mit 36:19, wobei Biletnikoff 13 Pässe für 194 Yards und vier Toudowns fing. Am Ende seiner Collegezeit führte er die Statistiken mit 100 Fängen für 1.655 Yards und 20 Touchdowns mit großem Abstand an.

### AFL und NFL
Nach dem College wählten ihn die Oakland Raiders, die in der American Football League (AFL) spielten, im AFL-Draft von 1965 in der zweiten Runde an 11. Stelle aus. Im gleichen Jahr wurde er von den Detroit Lions im NFL Draft in der dritten Runde an der 39. Stelle ausgewählt. Biletnikoff entschied sich jedoch für die Raiders zu spielen, da diese ihm einerseits mehr Geld zahlten und er aufgrund seiner Erfahrungen aus der Kindheit nicht bei kaltem Wetter spielen wollte. In seiner Rookiesaison wurde er hauptsächlich im Special Team eingesetzt. Sein erstes Spiel als Wide Receiver hatte er im siebten Spiel der Saison gegen die Boston Patriots, in welchem er sieben Pässe für 118 Yards fing und damit zum unverzichtbaren Teil im Angriff der Raiders wurde. Im darauffolgenden Jahr fing er seinen ersten Touchdown vom Quarterback Tom Flores.
Seine Leistungen verbesserten sich ab 1967 durch den Zugang von Daryle Lamonica deutlich, was sich unter anderen dadurch zeigte, dass er ligaweit mit durchschnittlich 21,9 Yards pro Fang den höchsten Wert aufwies. In der Saison wurde er auch zum ersten Mal in das AFL All-Star Game, dem Pro Bowl der AFL, gewählt. In dem Jahr gewannen die Raiders zudem das AFL Championship Game deutlich gegen die Houston Oilers mit 40:7. Im Super Bowl II, in dem der Meister der NFL gegen den Meister der AFL spielte, verloren die Raiders jedoch gegen die von Bart Starr angeführten Green Bay Packers mit 14:33. Die Saison 1968 war seine einzige Saison, in der er mit 61 Pässen für 1.037 Yards Pässe für mehr als 1.000 Yards fing. Nach der Saison 1969 wurde er zum zweiten Mal in das AFL All-Star Spiel gewählt, da er unter anderem mit 12 Touchdowns sein Saisonrekord erreichte. Nachdem die AFL 1970 in die NFL integriert wurde, schaffte es Biletnikoff in seinen ersten fünf Jahren in der NFL viermal in den Pro Bowl gewählt zu werden.
Den Höhepunkt seiner Karriere erreichte er in der Saison 1976 mit dem Super Bowl XI, in dem er mit den Raiders und dem Head Coach John Madden die Minnesota Vikings mit 32:14 schlug. Biletnikoff konnte zwar kein Touchdown erzielen, fing aber vier Bälle für 79 Yards und bereitete mit seinen Fängen jeweils die Touchdowns vor. Durch diese Leistungen wurde er zum MVP des Spiels gekürt. Nach der Saison 1978 wurde er von den Raiders entlassen.
Obwohl Biletnikoff nicht der schnellste war, wurde er doch durch seine Fangsicherheit und durch die genauen Passrouten, die er lief, zu einem der beständigsten Receiver seiner Zeit. Die beiden Quarterbacks der Raiders Daryle Lamonica und Ken Stabler machten ihn somit zu ihren Lieblingsanspielstationen. In den 14 Jahren in der AFL/NFL fing er dadurch 589 Bälle für 8.974 Yards und 76 Touchdowns, wodurch er bis in die 90er die Rekordbücher der Raiders anführte. Da die Raiders mit Biletnikoff niemals eine Saison mit einer negativen Bilanz hatten und mit 19 Spielen regelmäßig in den Play-offs spielten, war er auch bei seinem Rücktritt Rekordhalter für gefangene Bälle (70), gefangene Yards (1.167) und Touchdowns (20) in der Postseason.

### CFL
Nach einem Jahr Pause spielte er 1980 eine einzelne Saison in der Canadian Football League (CFL) für die Montreal Alouettes. Dort fing er 38 Pässe für 470 Yards und vier Touchdowns.

### Trainerlaufbahn
Nach seiner aktiven Zeit als Spieler arbeitete er für verschiedene Einrichtungen als Trainer. So war er auch in der United States Football League (USFL), einer Konkurrenzliga der NFL als Trainer tätig. 1989 wechselte er jedoch zu seinem alten Verein, den Raiders, und trainierte dort die Wide Receiver. In seiner Trainerzeit bei den Raiders coachte er unter anderem auch den späteren Hall of Famer Tim Brown, der die Rekorde bei den Raiders einstellte und viele noch bis heute hält. Im Januar 2007 verließ er die Raiders nach 18 Saisons und begab sich in den Ruhestand.

## Ehrungen
Für seine Leistungen bei den Raiders wurde Biletnikoff 1988, neben Mike Ditka, Jack Ham und Alan Page in die Pro Football Hall of Fame gewählt. 1991 wurde er in die College Football Hall of Fame gewählt. Seit 1994 wird der beste Wide Receiver im College Football jährlich mit dem Fred Biletnikoff Award ausgezeichnet. Der Award ist nach Biletnikoff benannt und kann theoretisch von jedem Spieler der NCAA Division I, der einen Pass erfolgreich gefangen hat, gewonnen werden.